# Akimasa Nakamura
Pour les articles homonymes, voir Nakamura.
Akimasa Nakamura (中村彰正, Nakamura Akimasa) est un astronome amateur japonais, né en 1961. D'après le Centre des planètes mineures, il a découvert 112 astéroïdes entre 1994 et 2002.
L'astéroïde (10633) Akimasa porte son nom.

## Astéroïdes découverts
| (6255) Kuma             | 5 décembre 1994   |
| (6800) Saragamine       | 29 octobre 1994   |
| (6804) Maruseppu        | 16 novembre 1995  |
| (7206) Shiki            | 18 août 1996      |
| (7438) Misakatouge      | 12 mai 1994       |
| (7484) Dogo Onsen       | 30 novembre 1994  |
| (7678) Onoda            | 15 février 1996   |
| (7716) Ube              | 22 février 1996   |
| (7788) Tsukuba          | 5 décembre 1994   |
| (7905) Juzoitami        | 24 juillet 1997   |
| (8306) Shoko            | 24 février 1995   |
| (8432) Tamakasuga       | 27 décembre 1997  |
| (8552) Hyoichi          | 20 avril 1995     |
| (8720) Takamizawa       | 16 novembre 1995  |
| (9076) Shinsaku         | 8 mai 1994        |
| (9081) Hideakianno      | 3 novembre 1994   |
| (9235) Shimanamikaido   | 9 février 1997    |
| (9658) Imabari          | 28 février 1996   |
| (10163) Onomichi        | 26 janvier 1995   |
| (10375) Michiokuga      | 21 avril 1996     |
| (10601) Hiwatashi       | 16 octobre 1996   |
| (10609) Hirai           | 28 novembre 1996  |
| (10850) Denso           | 26 janvier 1995   |
| (11115) Kariya          | 21 novembre 1995  |
| (11612) Obu             | 21 décembre 1995  |
| (12408) Fujioka         | 20 septembre 1995 |
| (12796) Kamenrider      | 16 novembre 1995  |
| (13207) Tamagawa        | 10 avril 1997     |
| (13221) Nao             | 24 juillet 1997   |
| (13239) Kana            | 21 mai 1998       |
| (14939) Norikura        | 21 février 1995   |
| (15370) Kanchi          | 15 juillet 1996   |
| (15415) Rika            | 4 février 1998    |
| (15841) Yamaguchi       | 27 juillet 1995   |
| (15868) Akiyoshidai     | 16 juillet 1996   |
| (15921) Kintaikyo       | 1er novembre 1997 |
| (16759) Furuyama        | 10 octobre 1996   |
| (16807) Terasako        | 12 octobre 1997   |
| (20151) Utsunomiya      | 5 octobre 1996    |
| (22402) Goshi           | 3 avril 1995      |
| (22489) Yanaka          | 7 avril 1997      |
| (23644) Yamaneko        | 13 janvier 1997   |
| (24962) Kenjitoba       | 27 octobre 1997   |
| (24981) Shigekimurakami | 22 mai 1998       |
| (26937) Makimiyamoto    | 31 mars 1997      |
| (27003) Katoizumi       | 21 février 1998   |
| (27396) Shuji           | 13 mars 2000      |
| (29737) Norihiro        | 21 janvier 1999   |
| (29986) Shunsuke        | 3 décembre 1999   |
| (31061) Tamao           | 10 octobre 1996   |
| (31671) Masatoshi       | 13 mai 1999       |
| (39635) Kusatao         | 27 décembre 1994  |
| (44711) Carp            | 3 octobre 1999    |
| (46643) Yanase          | 23 mai 1995       |
| (46737) Anpanman        | 1er novembre 1997 |
| (47077) Yuji            | 16 décembre 1998  |

| (47293) Masamitsu      | 16 novembre 1999  |
| (48575) Hawaii         | 4 juillet 1994    |
| (48736) Ehime          | 27 février 1997   |
| (49440) Kenzotange     | 21 décembre 1998  |
| (52421) Daihoji        | 1er juin 1994     |
| (52601) Iwayaji        | 29 septembre 1997 |
| (54237) Hiroshimanabe  | 5 mai 2000        |
| (58466) Santoka        | 23 juillet 1996   |
| (58707) Kyoshi         | 2 février 1998    |
| (65775) Reikotosa      | 18 septembre 1995 |
| (67853) Iwamura        | 22 novembre 2000  |
| (75308) Shoin          | 7 décembre 1999   |
| (79254) Tsuda          | 23 décembre 1994  |
| (79333) Yusaku         | 5 octobre 1996    |
| (80184) Hekigoto       | 10 novembre 1999  |
| (80984) Santomurakami  | 6 mars 2000       |
| (85308) Atsushimori    | 30 novembre 1994  |
| (91213) Botchan        | 22 décembre 1998  |
| (91395) Sakanouenokumo | 5 juin 1999       |
| (91907) Shiho          | 13 novembre 1999  |
| (92097) Aidai          | 3 décembre 1999   |
| (94356) Naruto         | 28 août 2001      |
| (96254) Hoyo           | 27 février 1995   |
| (97582) Hijikawa       | 6 mars 2000       |
| (100266) Sadamisaki    | 14 octobre 1994   |
| (100309) Misuzukaneko  | 20 avril 1995     |
| (100675) Chuyanakahara | 4 décembre 1997   |
| (105675) Kamiukena     | 26 septembre 2000 |
| (107805) Saibi         | 21 mars 2001      |
| (108720) Kamikuroiwa   | 22 juillet 2001   |
| (110742) Tetuokudo     | 18 octobre 2001   |
| (110743) Hirobumi      | 18 octobre 2001   |
| (125473) Keisaku       | 20 novembre 2001  |
| (129561) Chuhachi      | 9 février 1997    |
| (140038) Kurushima     | 18 septembre 2001 |
| (145732) Kanmon        | 21 février 1995   |
| (147971) Nametoko      | 24 novembre 1994  |
| (150129) Besshi        | 8 novembre 1994   |
| (152657) Yukifumi      | 4 décembre 1997   |
| (158241) Yutonagatomo  | 12 octobre 2001   |
| (160903) Shiokaze      | 14 octobre 2001   |
| (162035) Jirotakahashi | 17 décembre 1995  |
| (162755) Spacesora     | 28 novembre 2000  |
| (163153) Takuyaonishi  | 12 février 2002   |
| (173936) Yuribo        | 17 novembre 2001  |
| (200234) Kumashiro     | 4 novembre 1999   |
| (202909) Jakoten       | 11 octobre 1996   |
| (208499) 2001 WN2      | 17 novembre 2001  |
| (213255) Kimiyayui     | 15 mars 2001      |
| (217726) 1999 WN       | 16 novembre 1999  |
| (221977) 1995 WG1      | 16 novembre 1995  |
| (222249) 2000 PP4      | 3 août 2000       |
| (241592) 1998 KV       | 21 mai 1998       |
| (333862) 1995 WF1      | 16 novembre 1995  |
| (337055) 1997 BT6      | 31 janvier 1997   |
| (399314) 1996 RG4      | 10 septembre 1996 |